# Вірріббе-Віде (національний парк)
Національний парк Вірріббе-Віде (нід.: Nationaal Park Weerribben-Wieden) — нідерландський національний парк у муніципалітетах Стенвейкерланд і Звартеватерланд у провінції Оверейсел. У ньому найбільше болото Північно-Західної Європи, парк складається з двох областей, De Weerribben і De Wieden; площею приблизно 100 квадратних кілометрів (39 миля2). Парк був заснований у 1992 році, хоча De Wieden був доданий пізніше, у 2009 році.

## Історія та колишнє використання
Велика частина території використовувалася для видобутку торфу аж до Другої світової війни. Відтоді частину території використовували для виробництва очерету.

## Нинішнє керівництво
Територією керує велика приватна природоохоронна організація Natuurmonumenten і Державна лісова служба. Інші сторони також залучені до питань управління, наприклад місцеві громади. Близько 1 000 гектарів (2 500 акрів) все ще використовується для виробництва очерету. Такі села, як мальовничий Гітгорн, і значні міста, як Блокзейл і Волленгове, важливі для туризму та відпочинку.

## Рослинність і тваринний світ
Рослинність і тваринний світ типові для такої території, повної торфу і води. Серед місцевих видів — водяний різак, росичка, крячок чорний, щука звичайна, а останнім часом і видра. Крім того, тут трапляються коромисло зелене і дукачик непарний.

## Центри для відвідувачів
- Туристичний центр De Weerribben в Оссензейлі
- Інформаційний центр національного парку в Каленберзі
- Туристичний центр De Wieden в Сінт-Янсклостері
- Шоневеле «Centrum Natuur en Ambacht» у Звартслейсі

## Галерея

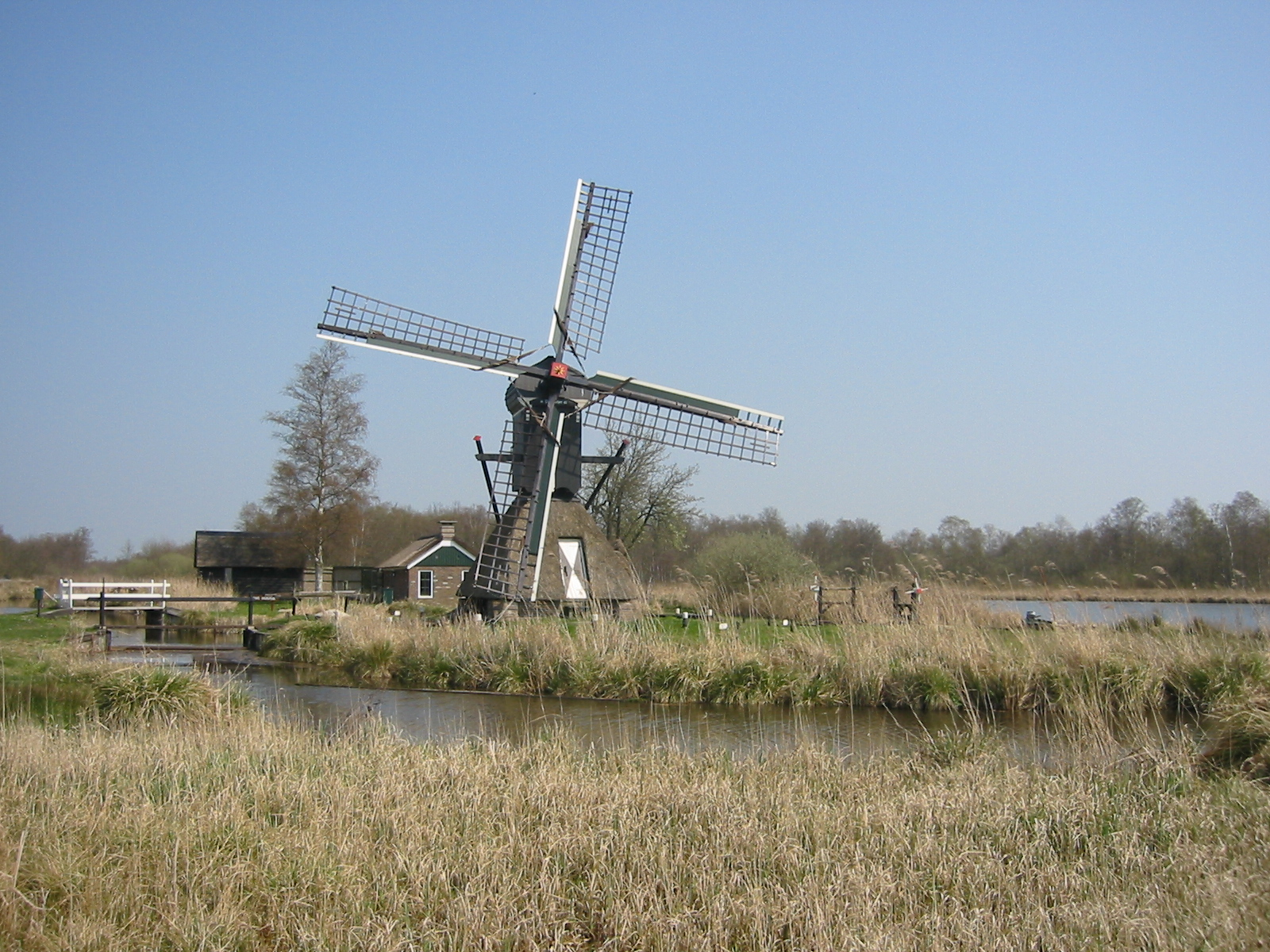
Національний парк Вірріббе-Віде
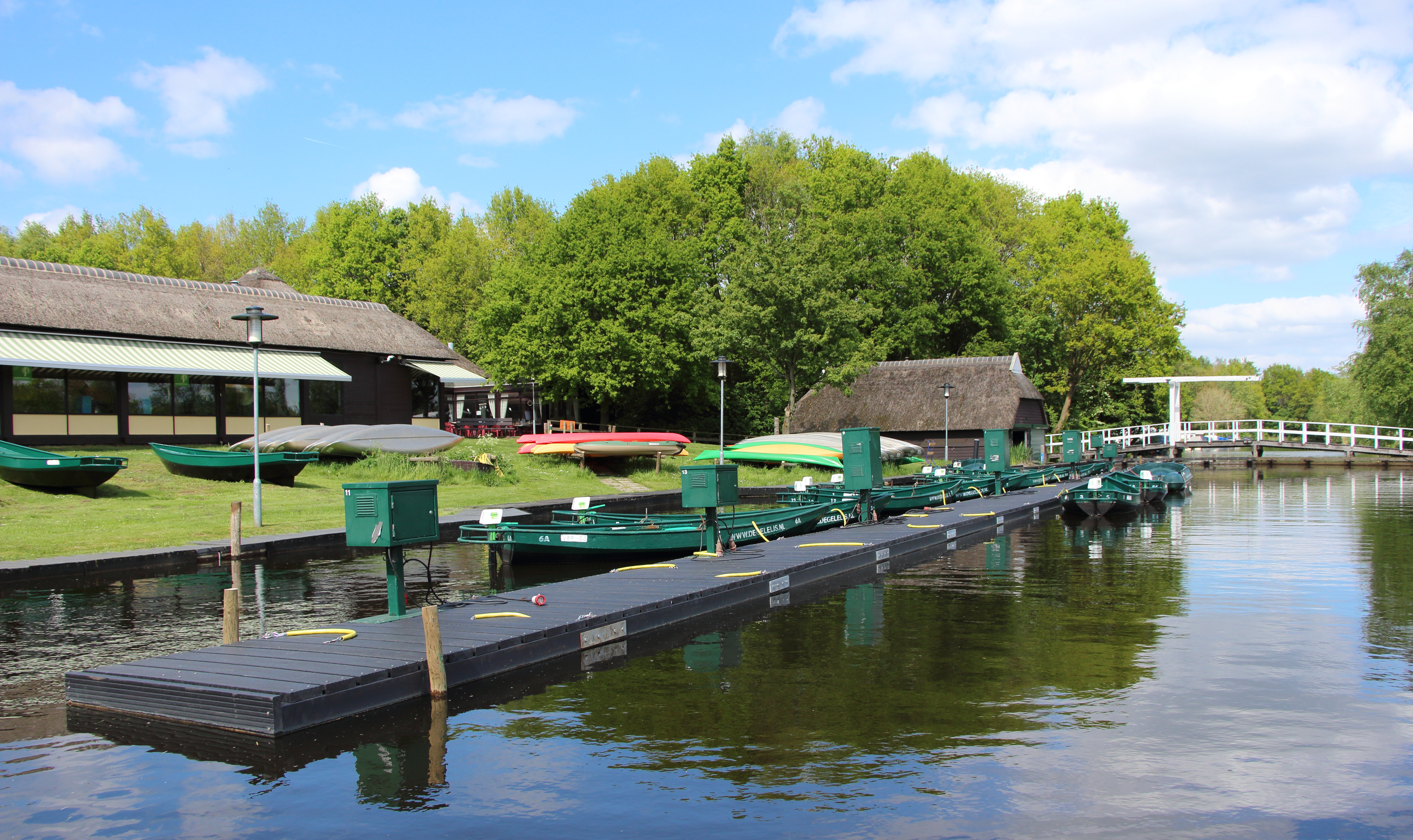
Центр відвідувачів в Оссензейлі на набережній
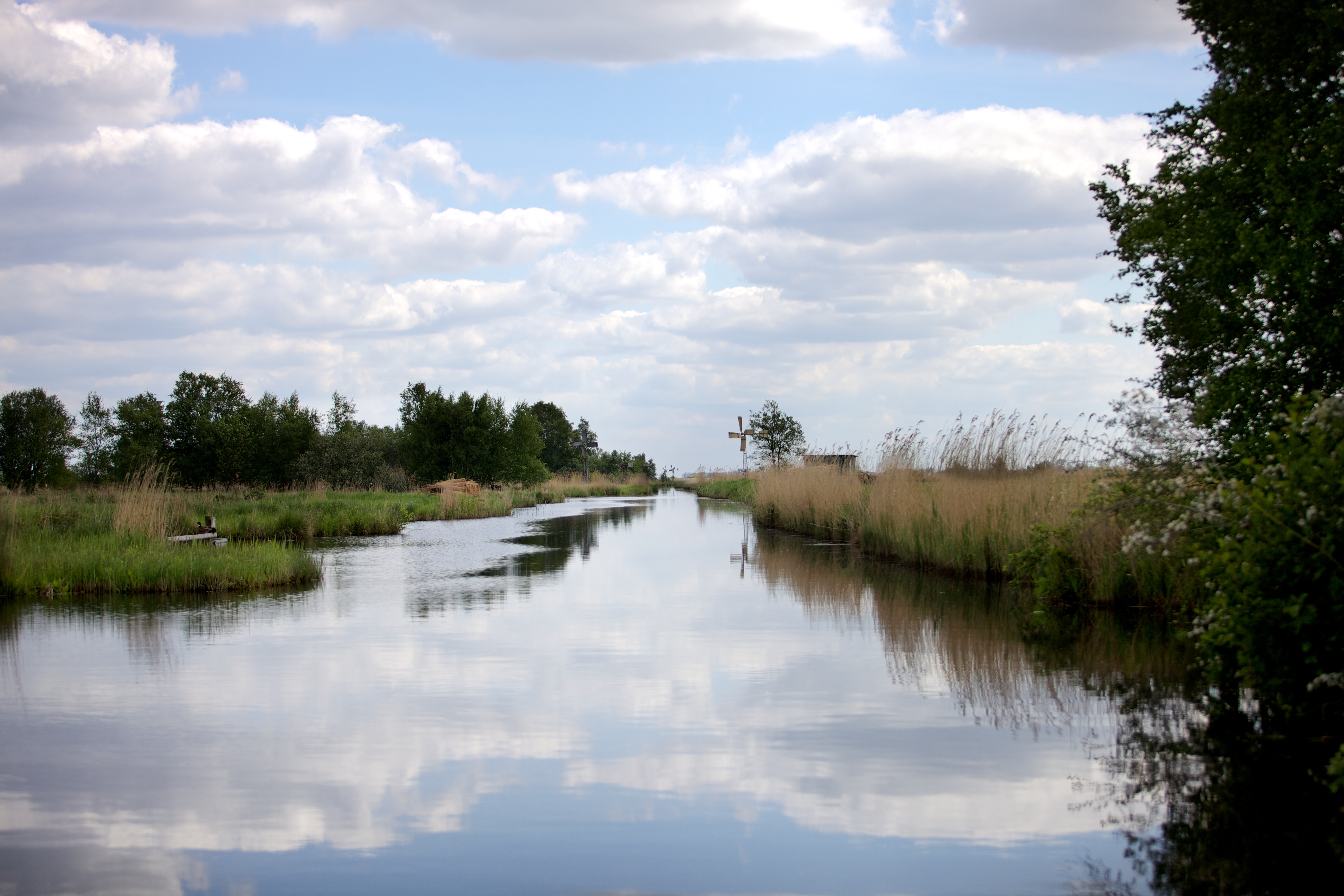
Верріббе
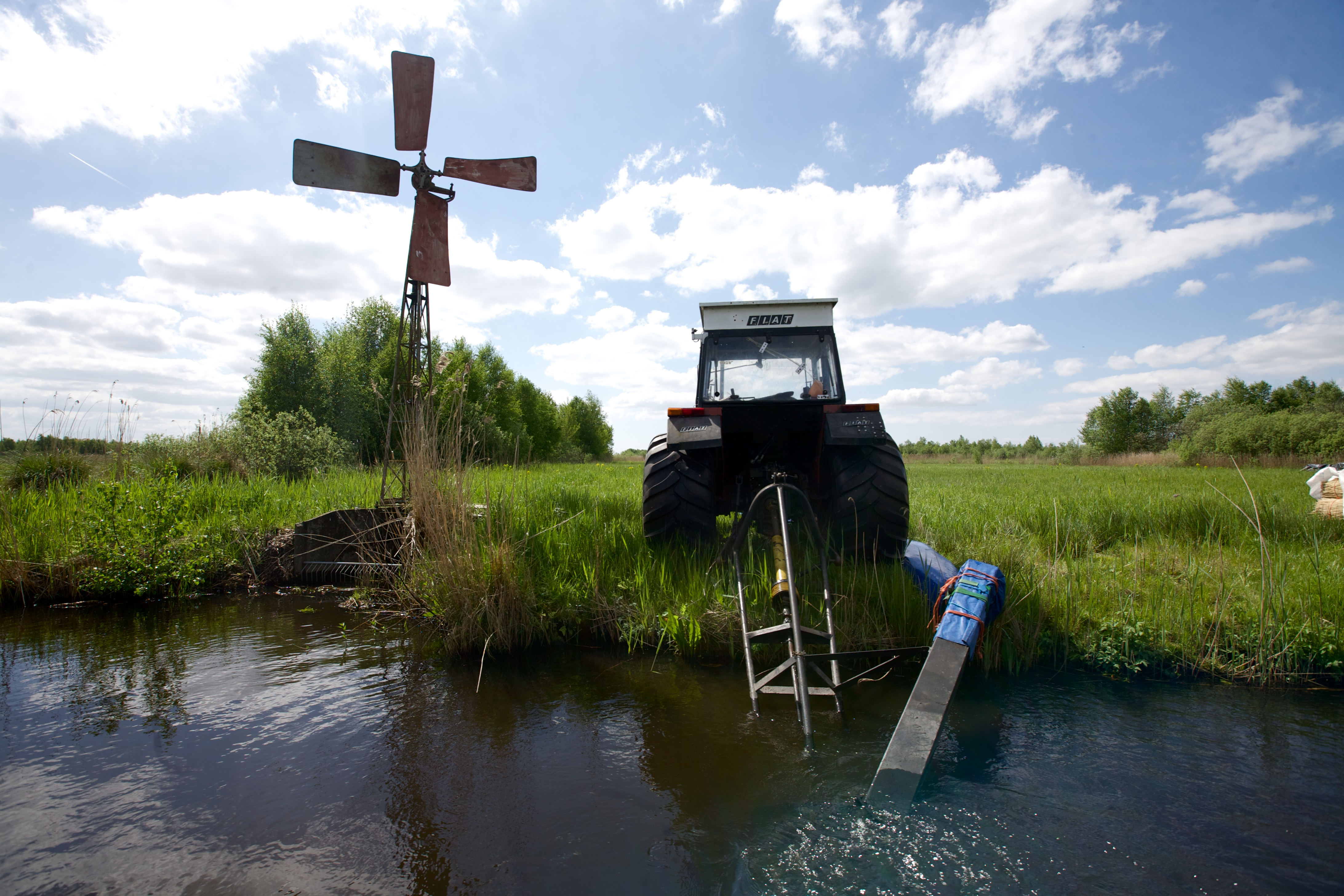
Водяний насос у Вірріббе
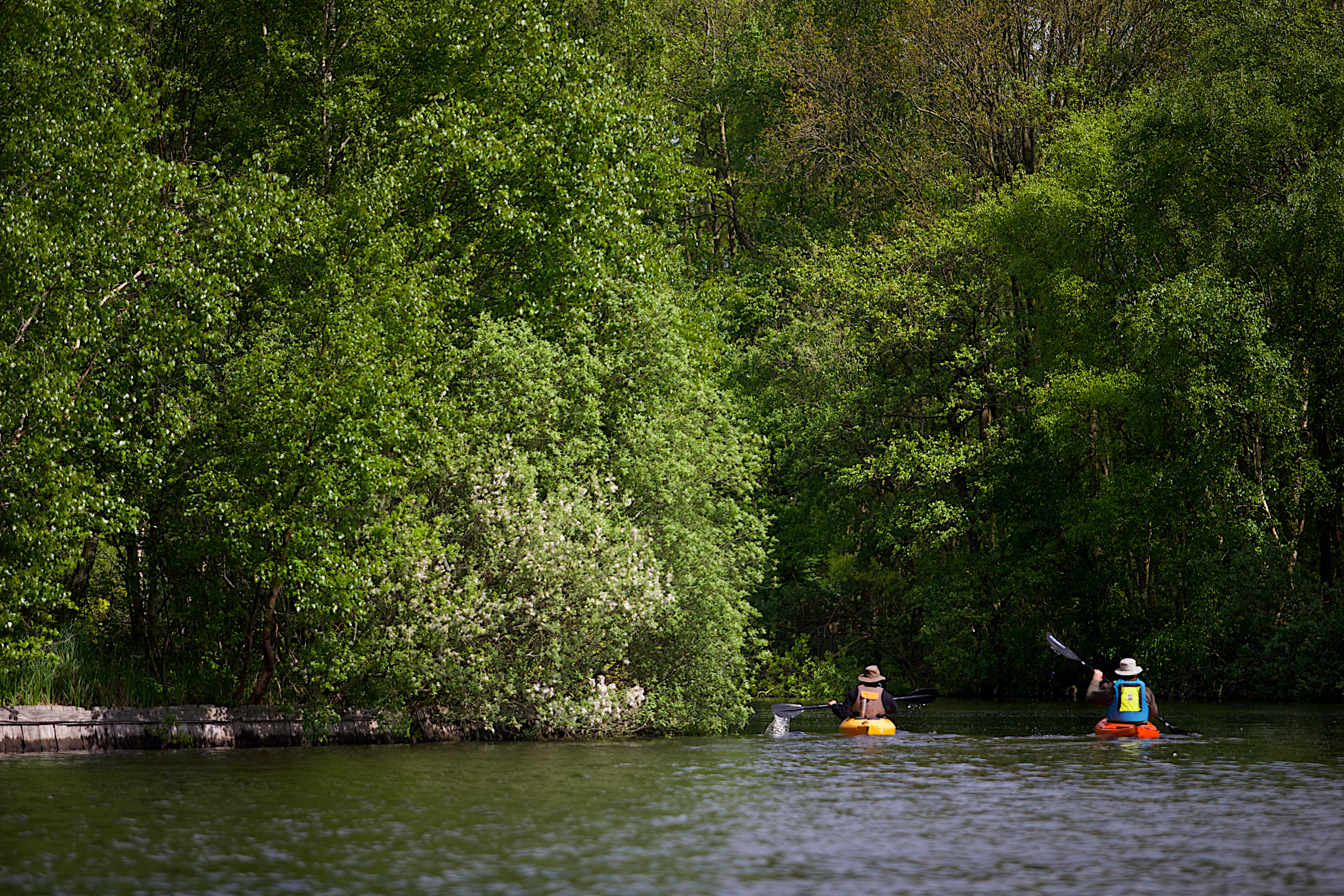
Каноїсти у Вірріббе